# Ixos mcclellandii
Зеленокрылый восточный бюльбюль (лат. Ixos mcclellandii) — вид птиц из семейства бюльбюлевых. Выделяют девять подвидов. Видовое название дано в честь британского исследователя Джона Макклеланда.

## Описание
Длина тела 21—24 см, масса 27—41 г. Длинный тонкий клюв, большой квадратный хвост. Окраска верхней части тела ярко-оливковая, нижней — каштановая. Это шумные птицы.

## Распространение
Обитают на Индийском субконтиненте, на юге Китая, через Индокитай вплоть до Малайского полуострова. Живут в вечнозелёных широколиственных лесах на высотах 800—2590 м.

## Биология
Питаются фруктами и насекомыми, возможно, также нектаром. Едят многие ягоды и мелкие фрукты.

## Охрана
МСОП присвоил виду охранный статус LC.